# Kurzohrrüsselspringer
Der Kurzohrrüsselspringer (Macroscelides proboscideus), manchmal auch als Kurzohr-Elefantenspitzmaus bezeichnet, ist eine Säugetierart aus der Gattung Macroscelides und der Ordnung der Rüsselspringer (Macroscelidea). Er ist im südwestlichen Teil Afrikas verbreitet und bewohnt dort die teils trockenen, halbwüstenartigen Regionen der Karoo. Charakteristisch sind vor allem die rüsselartige Schnauze und der gedrungene Körperbau mit den dünnen Gliedmaßen. In der Karoo lebt der Kurzohrrüsselspringer terrestrisch als schneller Läufer und nutzt Streifgebiete mit zahlreichen natürlichen Unterschlüpfen. Als Allesfresser vertilgt er vorwiegend Pflanzen und Insekten. Die Tiere bilden monogame Paarbindungen, die meist über das gesamte Leben halten, Weibchen bringen mehrmals jährlich ein bis zwei Jungen zur Welt. Die Art wurde im Jahr 1800 beschrieben, sie ist somit der älteste forschungswissenschaftlich bekannte Vertreter der Rüsselspringer. Vor allem in der zweiten Hälfte des 20. Jahrhunderts galt der Kurzohrrüsselspringer als der einzige Vertreter der Gattung Macroscelides, seit dem Jahr 2012 wurden zwei weitere Arten beschrieben. Der Bestand wird als nicht bedroht angesehen.

## Beschreibung

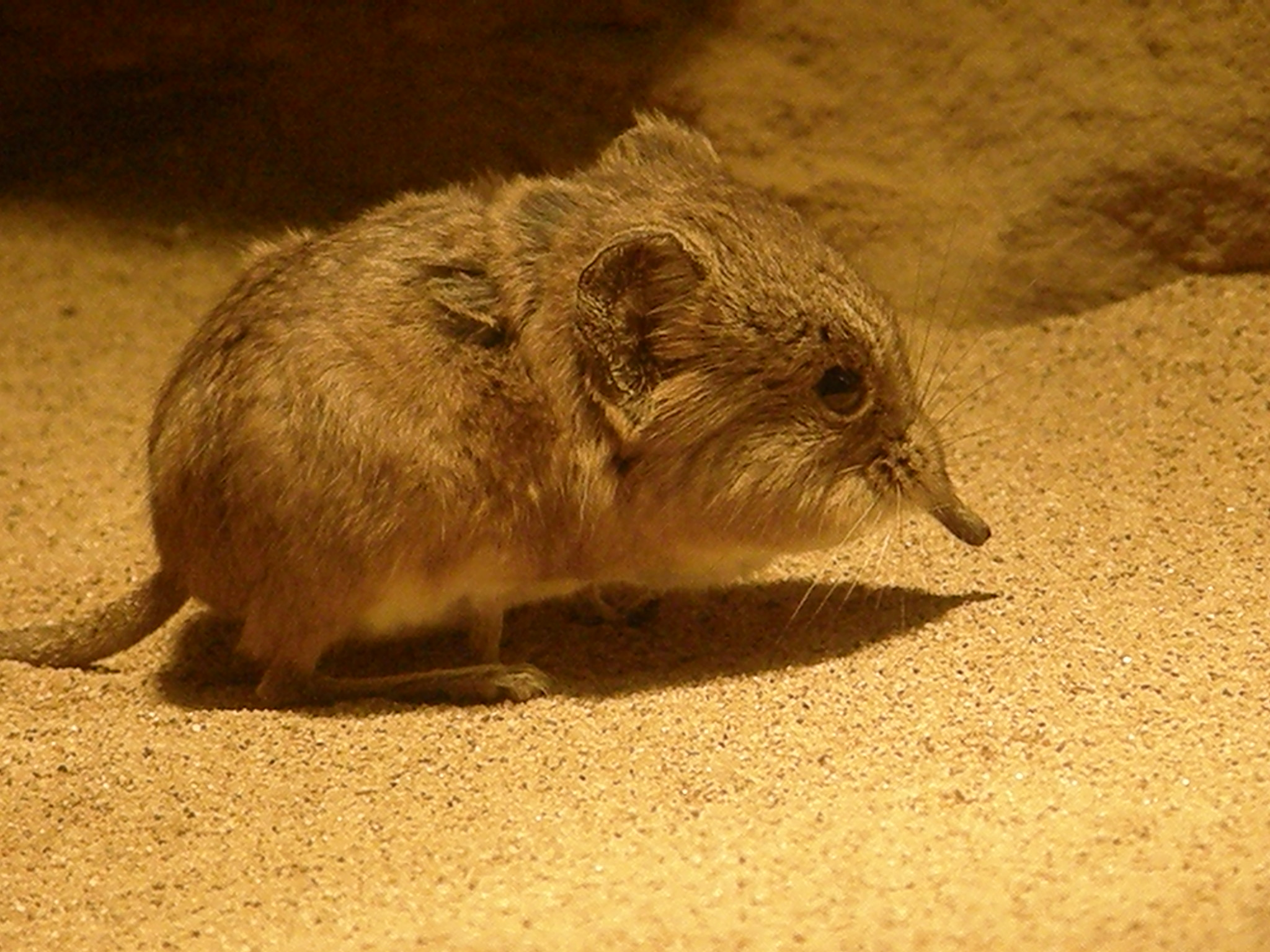
Kurzohrrüsselspringer im Zoo Wuppertal

Der Kurzohrrüsselspringer ist ein kleiner Vertreter der Rüsselspringer und besitzt einen runden Körper sowie einen runden Kopf. Die Kopf-Rumpf-Länge beträgt 10 bis 11 cm, die Schwanzlänge variiert von 11 bis 13 cm. Der Schwanz ist dadurch durchschnittlich länger als der restliche Körper. Das Gewicht schwankt zwischen 31 und 47 g. Die Gesamtlänge von fünf im Juni 2007 untersuchten Individuen aus Namibia betrug zwischen 22,4 und 23,6 cm, das Gewicht lag bei 26 bis 37,5 g. Mit den angegebenen Maßen repräsentiert der Kurzohrrüsselspringer eine der kleinsten Art der Familie, er ist aber durchschnittlich größer als der verwandte Etendeka-Kurzohrrüsselspringer (Macroscelides micus). Zwischen den Geschlechtern besteht kein ausgeprägter Sexualdimorphismus. Charakteristisch ist die lange, rüsselartige Schnauze mit großen Vibrissen, die eine Länge von 55 mm erreichen. Das Ohr hat eine runde und breite Form und besitzt innen weiße, feine Haare. Im Vergleich zum Etendeka-Kurzohrrüsselspringer reicht die Oberkante des Ohres bis über den Kopf. Mit einer Länge von etwa 21 bis 29 mm sind die Ohren nicht sonderlich kürzer als bei anderen Vertretern der Rüsselspringer. Die Augen erreichen eine moderate Größe, sind aber kleiner als bei den Elefantenspitzmäusen (Elephantulus) und weisen abweichend von diesen auch keinen hellen Augenring auf. Das weiche Fell ist an der Oberseite gelblichbraun bis grau gefärbt, die Unterseite und die Flanken sind heller getönt, wobei die Färbung hier von hellgrau bis ins Weißliche übergehen kann. Die Haare sind bis zu 17 mm lang und besitzen eine dunkle Basis. Am Schwanz sind oberseits dunklere, unterseits hellere Haare ausgebildet. Zum Schwanzende hin werden die Haare länger, so dass die Spitze leicht buschig wirkt. Auf der Unterseite des Schwanzes treten Drüsen auf, die beim Kurzohrrüsselspringer aber nicht immer sichtbar sind. Sofern sie äußerlich sichtbar erscheinen, erreichen sie eine Länge von 8 bis 12 mm, was nur rund 10 % der gesamten Schwanzlänge ausmacht. Im Vergleich dazu nehmen die Drüsen beim Etendeka-Kurzohrrüsselspringer fast ein Drittel der Schwanzlänge ein. Die unter der Fellbedeckung teilweise sichtbare Haut, etwa an den Ohren, zeigt eine dunkle Pigmentierung. Darin ähnelt der Kurzohrrüsselspringer dem Namib-Kurzohrrüsselspringer (Macroscelides flavicaudatus), dieser hat aber eine insgesamt hellere Fellfärbung. Die dünnen Hintergliedmaßen sind typischerweise deutlich länger als die Vorderbeine. Sowohl Hände als auch Füße weisen jeweils fünf Strahlen auf, die Krallen tragen. Der Hinterfuß misst in der Länge zwischen 32 und 36 mm.

## Verbreitung und Lebensraum

Verbreitungsgebiet des Kurzohrrüsselspringers (grün) im Vergleich zu den beiden anderen Macroscelides-Arten

Der Kurzohrrüsselspringer ist endemisch im südwestlichen Afrika verbreitet. Er lebt im südlichen und westlichen Südafrika, im südlichen Namibia und im südwestlichsten Teil von Botswana. Der Lebensraum umfasst trockene Regionen, meist Wüsten und Halbwüsten, hauptsächlich die sogenannte Karoo. Hier dominieren vor allem sandige und kiesige Ebenen, die aber häufig relativ dicht mit Grasbüschel- und Buschvegetation bedeckt sind. Die Büsche können dabei durchaus bis zu 1 m hoch werden. Die Jahresdurchschnittstemperaturen in der Karoo schwanken um 15 bis 19 °C, der jährliche Niederschlag liegt bei 66 bis 200 mm. Die Höhenverteilung reicht vom Meeresspiegelniveau in der Sukkulenten-Karoo bis zu 1400 m Höhe in der Nama-Karoo. Das gesamte Verbreitungsgebiet beträgt rund 500.000 km², möglicherweise auch mehr. Die Populationsdichte wird als sehr gering angesehen. Nach Untersuchungen in den Jahren 2005 bis 2007 im Goegap Nature Reserve in Südafrika fluktuierte sie zwischen 0,35 und 1,59 Individuen je Hektar. Die beiden anderen Vertreter von Macroscelides haben ein weiter nördlich gelegenes Areal, das weitgehend in der Namib liegt. Dabei trennt ein rund 50 km breiter Korridor im NamibRand-Naturreservat das Verbreitungsgebiet des Kurzohrrüsselspringers von dem des Namib-Kurzohrrüsselspringers.

## Lebensweise

### Territorialverhalten

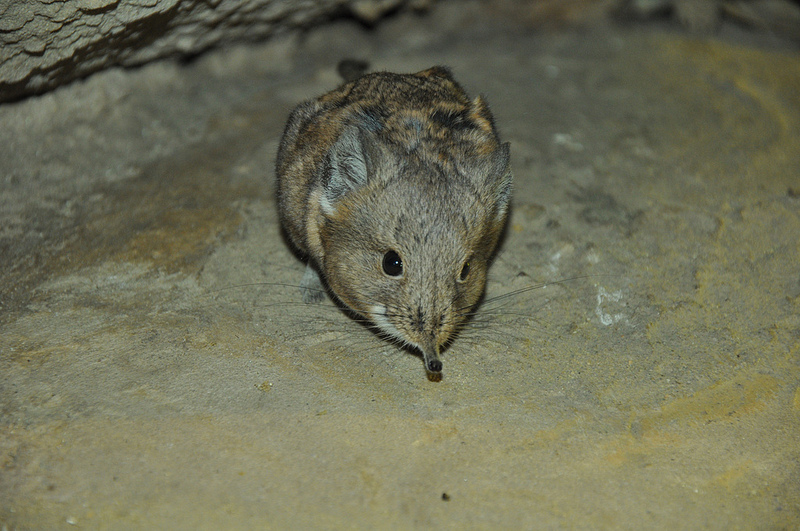
Kurzohrrüsselspringer im Zoo Prag

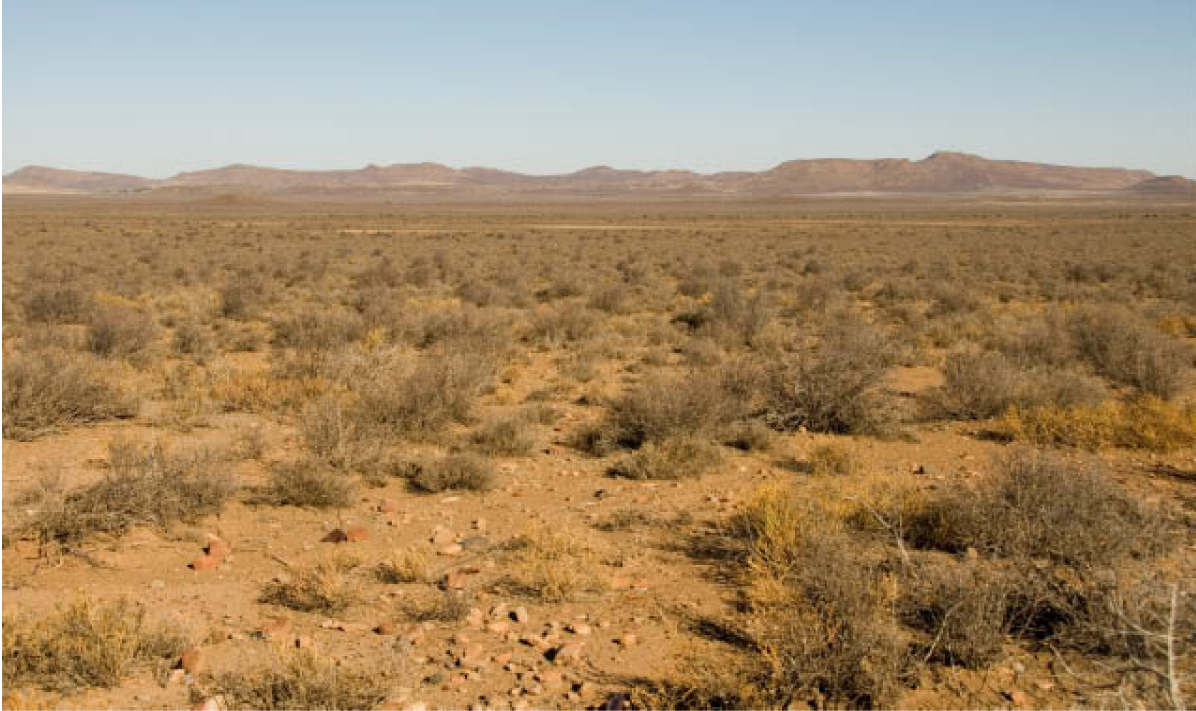
Landschaft der Nama Karoo im Verbreitungsgebiet des Kurzohrrüsselspringers

Der Kurzohrrüsselspringer ist ein terrestrisch lebendes Tier, das sich sehr schnell fortbewegen kann (cursorial) und mitunter bis zu 20 km/h schnell wird. Er lebt sowohl nacht- als auch dämmerungsaktiv, die Hauptaktivitäten beginnen gegen 19:00 Uhr und enden in den frühen Morgenstunden gegen 09:00 Uhr. In den Nachmittagsstunden sind die Tiere eher selten zu beobachten. Die einzelnen Tiere unterhalten Aktionsräume, die sie über einen längeren Zeitraum nutzen. Die Größe der einzelnen Schweifgebiete liegt nach Untersuchungen im Goegap Nature Reserve bei durchschnittlich 1,7 ha bei männlichen und 0,7 ha bei weiblichen Individuen. Die Größe nimmt aber während der Aufzucht von Jungtieren geringfügig zu. Einen weiteren Einflussfaktor stellt die Dichte der Population dar. So können in Regionen mit geringer Individuenanzahl die Aktionsräume der männlichen Tiere deutlich größer werden und fast 3 ha erreichen, bei Weibchen wirkt sich dies dagegen weniger stark aus. Möglicherweise minimieren damit Muttertiere die Gefahr, von Beutegreifern gestellt zu werden. Trotz der teils schwankenden Revierausdehnungen sind die Streifgebiete der Kurzohrrüsselspringer in der Karoo deutlich kleiner als bei den Verwandten in der Namib, die bis zu 100 ha Größe erreichen. Die Häufigkeit der Überschneidungen von Revieren bei Individuen des gleichen Geschlechts ist sehr gering, ebenso wie zwischen den beiden Geschlechtern, was auf einen gewissen Grad an Territorialität sowohl bei Männchen als auch Weibchen schließen lässt. Generell leben bei den Rüsselspringern Männchen und Weibchen in monogamen Paarbeziehungen, welche bis zum Tod eines Partners anhalten können. Die gemeinsamen Aktivitäten beschränken sich aber weitgehend auf die Zeit kurz vor und während der Brunft. Dann bleibt das Männchen in der Nähe des Weibchens, folgt ihm und überlagert mit seinen Duftmarken die seiner Partnerin. Männchen verteidigen in dieser Phase auch die Reviere ihrer Lebensgefährtin gegenüber anderen paarig lebenden Artgenossen. Durch dieses teils zeitlich beschränkte Verhalten sind die monogamen Paarbindungen beim Kurzohrrüsselspringer eher locker, da Männchen zum Teil auch zwei oder mehr Weibchen besuchen. Dieser Fall tritt hauptsächlich dann ein, wenn weibliche Tiere ihren Partner verloren haben. In der Regel kehrt das gebundene Männchen aber einige Zeit später in das eigene Streifgebiet zurück, zumeist dann, wenn ein ungebundenes Männchen ebenfalls dem partnerlosen Weibchen folgt. Der Kurzohrrüsselspringer nutzt verschiedene Unterschlüpfe, die in den einzelnen Aktionsräumen verteilt sind. Die Verstecke bestehen aus Felsspalten oder Felsüberhängen, liegen unter Gesteinsbrocken und unter Gebüschen, die Eingänge sind häufig von Vegetation bedeckt. Es werden aber keine besonderen Nester in den Unterschlüpfen angelegt.

### Ernährung
Der Kurzohrrüsselspringer ist ein Allesfresser, der sowohl Insekten als auch pflanzliches Material vertilgt. Insgesamt gesehen umfasst die Nahrung nach Untersuchungen in der Karoo durchschnittlich 46,5 % Insekten, 48,4 % entfallen auf Pflanzen, die restlichen 5 % stellen Samen dar. Auffällig ist, dass Weibchen in der Regel mehr Insekten fressen als Männchen, was möglicherweise mit dem höheren Energieverbrauch und damit dem größeren Bedarf an proteinreicherer Nahrung während der Trächtigkeit und Stillphase der Jungtiere zusammenhängt. Es bestehen aber regionale und jahreszeitliche Unterschiede. In den westlichen Gebieten der Sukkulenten-Karoo ist der Anteil an Insekten und Pflanzen über das Jahr gesehen mehr oder weniger gleich. In den östlicheren Verbreitungsgebieten, die durch zwei Regenzeiten geprägt sind, gibt es stärkere Variationen. Der jährliche Anteil an Insekten beträgt hier 63 %, der an Pflanzen 36,7 %. Im Sommer werden dabei bis zu 77,4 % Insekten vertilgt, in Einzelfällen sogar bis zu 88 %, im Winter dagegen nur 42,5 %. In dieser Jahreszeit, die im Gegensatz zu den westlichen Arealen trocken ist, steigt der Verbrauch von Pflanzen, da Insekten deutlich seltener vorkommen. Bei vergleichenden Untersuchungen von mehreren Fundpunkten innerhalb des Verbreitungsgebietes konnte insgesamt eine hohe individuelle Variation bei der Ernährung festgestellt werden. Hervorgehoben werden muss aber, dass eine häufige Anwesenheit von Insekten nicht zwangsläufig den Konsum dieser beim Kurzohrrüsselspringer erhöht.

### Fortpflanzung
Die Fortpflanzung erfolgt über das gesamte Jahr, der Östrus der Weibchen setzt etwa alle 10 Wochen ein. Trächtige Weibchen können häufig im Sommer (September bis Februar) beobachtet werden, während die Anzahl im frühen Winter von März bis Juli stark zurückgeht. Die durchschnittliche Fortpflanzungsdauer beträgt laut Untersuchungen im Goegap Nature Reserve somit für jedes Tier insgesamt rund acht Monate im Jahr, während derer Weibchen insgesamt zwei bis drei Mal Nachwuchs bekommen. Die monogame Lebensweise führt dazu, dass das Männchen seine Partnerin vor allem vor und während der Brunft begleitet. Kurz vor Eintritt des Östrus reiben die weiblichen Tiere ihre Duftdrüse des ano-genitalen Bereiches am Boden und setzen so ein Sekret ab, das nur kurze Zeit später von dem eigenen Duftmarken des Männchens überdeckt wird, was die bestehende Partnerschaft anzeigt. Die Tragzeit dauert durchschnittlich 56 Tage, während dieser Zeit nimmt das Gewicht des Weibchens um bis zu 20 g zu – ein untersuchtes Individuum wog kurz vor der Geburt 64,3 g –, was etwa der Hälfte des Normalgewichtes des Muttertieres entspricht. Danach bringt das Weibchen meist ein bis zwei Jungtiere zur Welt. In menschlicher Obhut konnte sehr selten auch die Geburt von drei Jungen beobachtet werden. Die Geburt erfolgt in einem Unterschlupf, der die Temperaturgegensätze zwischen Tag und Nacht reguliert. Der Bau der Nachkommen ist abgetrennt von dem des männlichen oder weiblichen Elterntiers, ein spezielles Nest wird in diesem ebenfalls nicht eingerichtet. Die Neugeborenen sind bei der Geburt schon weit entwickelt, sie besitzen ein weiches Fell und haben geöffnete Augen. Ihr Gewicht liegt bei rund 9 g. Während der Aufzucht erfolgt keine direkte Betreuung des Nachwuchses durch das Vatertier, das Muttertier besucht die Jungen nur unregelmäßig zum Säugen, durchschnittlich einmal täglich. Die Säugezeit ist relativ kurz und dauert etwa zwei bis drei Wochen. Bereits am fünften Tag nehmen die Jungtiere Insektennahrung zu sich. Diese wird vom Muttertier anfänglich gesammelt und vorgekaut. Zum Ende der Säugezeit beginnen die Jungen auch größere Ausflüge zu unternehmen, die bis zu 240 m weit reichen. Nach rund sechs Wochen sind sie geschlechtsreif und unabhängig. Da der Östrus wenige Tage nach der Geburt des Nachwuchses wieder einsetzt, kann das Weibchen noch während der Aufzucht der Jungen bereits neuen Nachwuchs austragen. Die Lebenserwartung in freier Natur ist unbekannt, es wird aber davon ausgegangen, dass sie ähnlich wie bei den nahe verwandten Elefantenspitzmäusen bei ein bis zwei Jahren liegt. In menschlicher Obhut gehaltene Tiere wurden bis zu acht Jahren und acht Monaten alt.

### Fressfeinde und Parasiten
Zu den bedeutendsten Fressfeinden gehört die Schleiereule, in deren Gewöllen Reste des Kurzohrrüsselspringers nachgewiesen wurden. Bei Gefahr rennt ein Tier von Busch zu Busch und versteckt sich gegebenenfalls in einem Unterschlupf. Als äußere Parasiten treten vor allem Flöhe auf, bedeutend sind die Gattungen Echidnophaga und Xenopsylla. Darüber hinaus sind auch Zecken nachgewiesen, unter anderem Rhipicephalus und Haemaphysalis.

## Systematik
Der Kurzohrrüsselspringer ist eine Art aus der Gattung Macroscelides. Dieser Gattung werden heute insgesamt drei Arten zugewiesen, wobei zwei Arten erst nach dem Jahr 2010 aufgestellt wurden. Macroscelides bildet einen Teil der Ordnung der Rüsselspringer (Macroscelidea). Diese Gruppe kleinerer, nur in Afrika heimischer Säugetiere gliedert sich in zwei Familien. Zu den Rhynchocyonidae werden nur die Rüsselhündchen (Rhynchocyon) verwiesen, sie sind dadurch monotypisch. Die Rüsselhündchen, die gleichzeitig die größten Vertreter der Rüsselspringer sind, bewohnen überwiegend bewaldete Habitate. Die Macroscelididae bilden die zweite Familie, ihr gehören neben Macroscelides auch die Elefantenspitzmäuse (Elephantulus), die Arten der Gattung Galegeeska, die Rüsselratte (Petrodromus) und die Nordafrikanische Elefantenspitzmaus (Petrosaltator) an. Alle Vertreter der Macroscelidinae sind an deutlich trockenere Offenlandschaften bis teils wüstenartige Regionen angepasst. Molekulargenetischen Untersuchungen ergaben ein näheres Verwandtschaftsverhältnis von Macroscelides mit Galegeeska, Petrodromus und Petrosaltator. Die beiden Familien trennten sich im Unteren Oligozän vor etwa 32,8 Millionen Jahren von der Linie der gemeinsamen Vorfahren ab, eine stärkere Diversifizierung der Macroscelididae fand ab dem Oberen Oligozän vor rund 28,5 Millionen Jahren statt. Macroscelides formte sich Unteren Miozän vor rund 19,1 Millionen Jahren heraus.

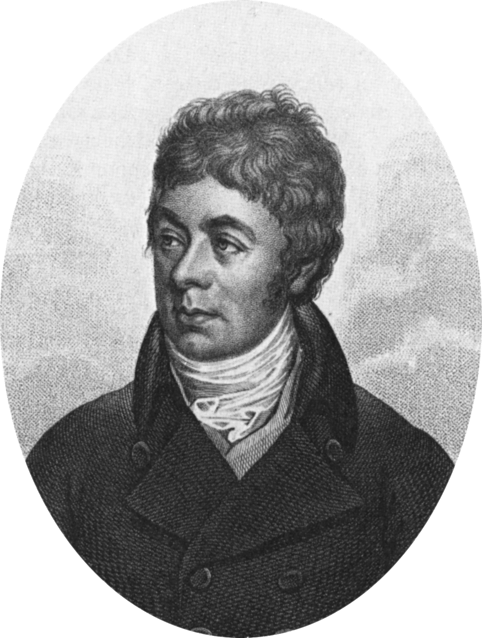
George Shaw

Die taxonomische Geschichte der Gattung Macroscelides ist komplex. In der ersten Hälfte des 20. Jahrhunderts war eine Aufteilung der Kurzohrrüsselspringer in zwei Arten mit bis zu 10 Unterarten im Gebrauch. Neben M. proboscideus galt auch M. melanotis als anerkannte Art. Eine Revision der Gattung im Jahr 1968 erbrachte mit M. proboscideus nur eine gültige Art, die zwei Unterarten enthielt. Demnach beschränkte sich M. p. proboscideus auf die Karoo-Gebiete in Südafrika, die durch dunklere Landschaftstöne und stärker von Schatten beeinflusste Areale gekennzeichnet sind. M. p. flavicaudatus bewohnte dagegen die helleren und sonnigeren Regionen der Namib weiter nördlich. Die teils variantenreichen Fellzeichnungen wurden dabei als Anpassung an lokale Habitatbedingungen angesehen. Noch bis zum Beginn des dritten Jahrtausends galt der Kurzohrrüsselspringer als einzige Art innerhalb der Gattung Macroscelides. Allerdings wurde über das Vorkommen und die Anzahl der Unterarten diskutiert. Erst Anfang des 21. Jahrhunderts durchgeführte molekulargenetische Untersuchungen kombiniert mit Feldforschungen vor Ort erbrachten evidente Hinweise auf eine differenziertere Unterteilung der Gattung. Die genetischen Analysen konnten eine nördliche und eine südliche Population abtrennen, was auch durch die Vorort-Untersuchungen bestätigt wurde, die eine räumliche Trennung der beiden Gruppen ergaben. Aufgrund der ebenfalls nachgewiesenen genetischen Isolation der beiden Gruppen erhoben die beteiligten Forscher im Jahr 2012 die Unterart M. p. flavicaudatus in den Artstatus, womit der Namib-Kurzohrrüsselspringer (Macroscelides flavicaudatus) neben dem Kurzohrrüsselspringer die zweite anerkannte Art der Gattung Macroscelides bildete. Mit dem Etendeka-Kurzohrrüsselspringer (Macroscelides micus) kam zwei Jahre später eine dritte, regional sympatrisch zum Namib-Kurzohrrüsselspringer auftretende Art hinzu. Aufgrund der Neubewertung von M. p. flavicaudatus als eigenständige Art werden heute keine Unterarten des Kurzohrrüsselspringers unterschieden.
Die wissenschaftliche Erstbeschreibung des Kurzohrrüsselspringers erfolgte im Jahr 1800 durch George Shaw. Sie erfolgte unter der Artbezeichnung Sorex proboscideus, womit Shaw die Art zu den Rotzahnspitzmäusen stellte. Als besondere Kennzeichen nannte Shaw die braune Fellfarbe und die auffällig lange Nase. Er gab als vermutliches Typusgebiet das Kap der Guten Hoffnung an, was 1951 von Austin Roberts in Roodewal, Oudtshoorn, Kapprovinz (heute Westkap) spezifiziert wurde. Der Kurzohrrüsselspringer ist damit das forschungsgeschichtlich am frühesten beschriebene Mitglied der Rüsselspringer.

## Bedrohung und Schutz
Trotz des relativ kleinen Gebietes, das der Kurzohrrüsselspringer bewohnt, sind keine größeren Bedrohungen für den Bestand bekannt. Lokal kommt es vor allem in Flussnähe zu Überprägungen der Landschaft durch kleinbäuerliche oder industriell betriebene Landwirtschaft, ebenso wie durch den Ausbau städtischer Siedlungszentren. Auch kann sich die damit verbundene Wüstenbildung oder Verbuschung negativ auf die Habitate des Kurzohrrüsselspringers auswirken, diese Änderungen erscheinen momentan aber nur kleinräumig. Aufgrund dessen sieht die IUCN den Bestand als „nicht gefährdet“ (least concern) an.
Der Kurzohrrüsselspringer ist vor allem in Europa aufgrund der geringen Unterbringungskosten, der hohen Attraktivität und den im Regelfall häufigen Zuchterfolgen häufig in zoologischen Einrichtungen präsent. Seit den 1990er Jahren gibt es allein in Deutschland durchschnittlich 24 bis 25 Halter mit insgesamt rund 100 Tieren. Eine der bedeutendsten Zuchten befindet sich im Zoo Wuppertal, eine weitere seit 2010 im Zoo der Minis im erzgebirgischen Aue.